# I Like It Like That
«I Like it LikeThat» (en español: «A mí me gusta así») es una canción escrita por Tony Pabon y Manny Rodríguez. Era inicialmente un hit de Pete Rodríguez, publicado en 1967, y fue uno del más influyentes canciones de la era del boogaloo.  Rodríguez lanzó un álbum en 1967 con el mismo título.

## Posicionamiento
| Listas (1996-1997)                                                | Posición |
| ----------------------------------------------------------------- | -------- |
| U.S. Billboard Hot 100                                            | 25       |
| U.S. Billboard                                                    | 19       |
| Cartelera de EE. UU. Música de Baile Caliente/Maxi-Singles Ventas | 45       |
| Cartelera de EE. UU. Parte superior Rítmica 40                    | 15       |
| Parte superior de Cartelera de los EE. UU. 40 Mainstream          | 25       |